# ハンドレページ マラソン
ハンドレページ マラソン
ダービー航空のマラソン（1956年）
- 用途：旅客機
- 分類：レシプロ旅客機
- 設計者：マイルズ航空機
- 製造者：ハンドレページ・エアクラフト
- 初飛行：1946年5月19日
- 生産数：43機
- 生産開始：1951年
- 退役：1964年（全日本空輸）
- 運用状況：退役

ハンドレページ マラソン（Handley Page Marathon）とは、イギリスの航空機メーカーであったマイルズ・エアクラフト社（生産時にはハンドレページ社に吸収合併）が第二次世界大戦中に計画し1946年に初飛行させた高翼4発レシプロ旅客機である。胴体は比較的大きく故障も少なく3枚の垂直尾翼をもつなど独特の機体であったが、性能的にも構造的にも特に優れているとはいえない機体であった。また、生産数が43機であり商業的に成功したとも言えなかった。

## 開発
1944年秋、ブラバゾン委員会は第二次世界大戦後のイギリス国内および近距離国際路線における最大旅客24席の小型旅客機の開発計画を提示し、3機の試作機を発注した。これに対応するためにマイルズ航空機はデ・ハビランド ジプシー・クイーンレシプロエンジンを4発装備した高翼旅客機マイルズM60を設計。試作1号機G-AGPDは1946年5月19日に初飛行した。試験飛行の結果は特に問題無いと判断された。
しかし、イギリス政府が仕様変更を繰り返したため量産発注が行なわれず、マイルズ社は一応25機の生産準備に取り掛かったが資金は試作機3機分しか無かった。その後、イギリス政府は1947年2月になって英国海外航空向けに20機、英国欧州航空（現・ブリティッシュ・エアウェイズ）向けに30機の計50機を発注したが、翌1948年5月10日に試作機が墜落した上に、マイルズ社の経営そのものが傾き、ハンドレページ社に事業譲渡されたため、ハンドレページ マラソン（HPR1）と改称された。ハンドレページ社では製作途中だった試作3号機のエンジンをアームストロング・シボレー・マンバ ターボプロップ2基に換装して、1949年に試験飛行を行なったが、この機体はアルヴィス社のエンジン試験機として納入された。

## 製造
ハンドレページ社では40機のマラソンを製造し、英国欧州航空からマラソンを42機を受注したが、そのうち引き渡されたのは政府からの指示で購入した7機だけで、しかもDC-3やJu52などの高性能の小型旅客機が多数運用されており、路線運航には全く用いられなかった。ハンドレページ社はマラソンをイギリス以外の国へ輸出しようとしたが、第二次世界大戦後に払い下げられたDC-3によってほぼ独占された小型旅客機市場での販売は不調で、1950年代初頭までに9機がアジア・アフリカ諸国の旅客会社に販売されたのみであった。やむを得ず、30機をイギリス供給省が引き取り、うち28機をイギリス空軍が機上作業練習機マラソン T11（VX229・XA249~278）として購入した。T11はイギリス各地の航空航法訓練校（ANS）で1953年から1958年まで運用されたが、退役までに8機が事故で失われている。

### 日本での運用
売れずに残った新古機（中古機説も有）2機は、日本の関西地方を拠点に運航していた極東航空（現在の全日本空輸の前身のひとつ）が1954年に購入し、「浪速」（機体記号：JA6009）・「平安」（同：JA6010）と愛称も付けられた。主に瀬戸内海地方の路線に投入され、11月15日には大阪 - 高松、大阪 - 高知、大阪 - 岩国 - 板付 - 宮崎 - 鹿児島、大阪 - 米子間の定期路線に就航した。当時日本では少なかった高翼機であることから客室窓からの眺望が良好であるなどの好評もあったが、DC-3に比べて上昇能力・安定性に著しく劣る上、独立式の客室ヒーターの故障が頻発、圧縮空気式ブレーキの不調などの問題が多く、元々生産数も少ない上に日本では珍しいイギリス製の機体であることからスペア部品が入手しにくく整備に支障をきたした。ついには1955年10月3日に行われた定期点検（飛行時間1,000時間）で主翼のリベットが緩んでいたことが判明し、航空局から一時運航停止命令を受けた。10月29日に問題なしとして飛行再開されたが、評判を落としたことや主翼桁の疲労寿命が4,000時間までと制限され、機体のオーバーホール前の3,600時間を前にした1958年には早くも営業路線から退役してしまい、1964年には運航停止になってしまった。
その後、マラソンの1機が名古屋空港（小牧）の空港ビル屋上で野外展示されていたが、現存していない。整備・運航に多大な労力がかかった機体であったが、極東航空/全日空でマラソンに携わったパイロットや整備士は「マラソン会」という親睦会を結成し、互いの労苦を語り合っていたという。

## 運用組織

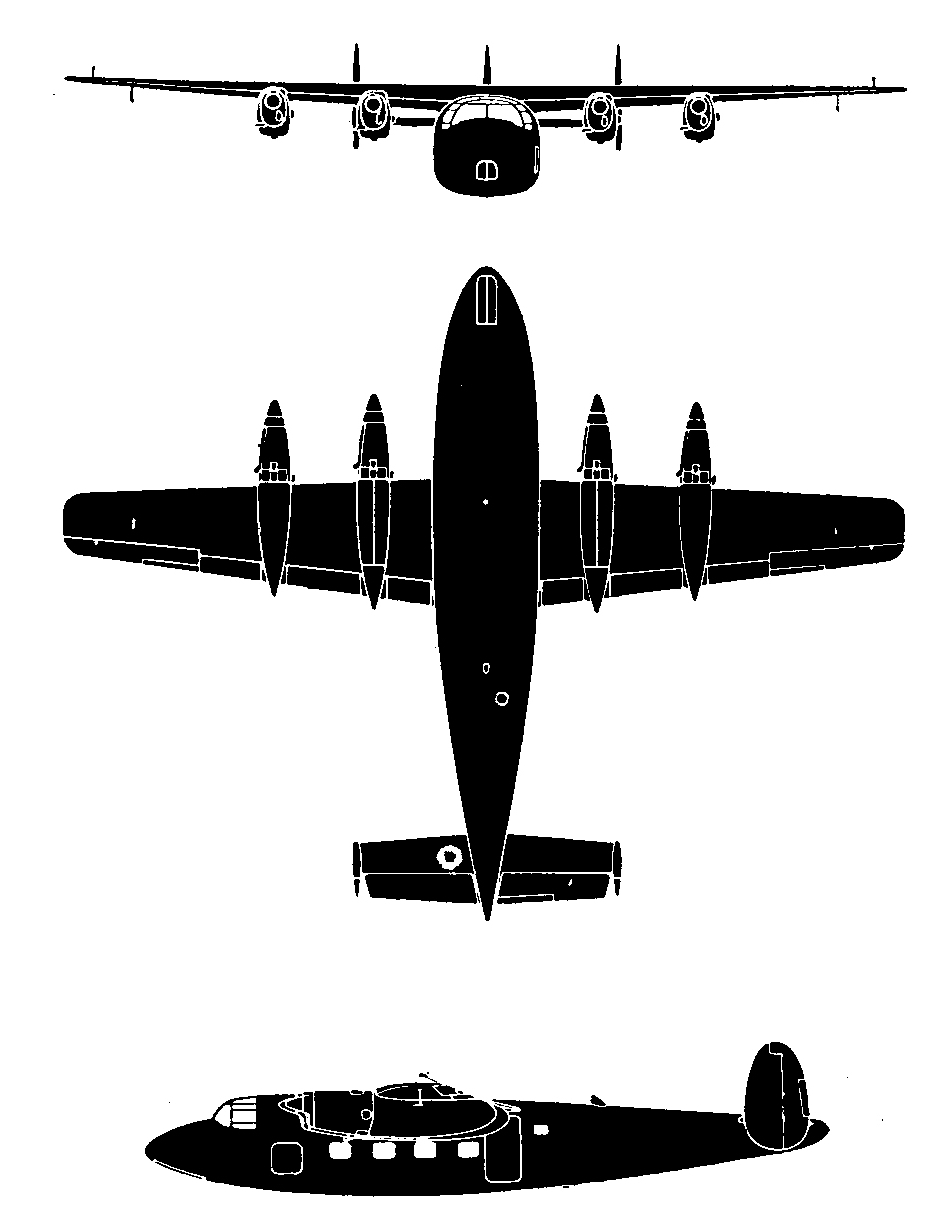
マラソン T11の三面図。独特の3枚の垂直尾翼に注目。

### 民間航空会社
ビルマ
- ビルマ連邦航空（現・ミャンマー航空）

 日本
- 極東航空/全日本空輸

 ナイジェリア
- 西アフリカ航空

 イギリス
- 英国欧州航空（現・ブリティッシュ・エアウェイズ）
- ダービー航空（現・bmi）

### 軍事組織
ヨルダン
- アラブ軍団空軍（Arab Legion Air Force）

 イギリス
- イギリス空軍
- Royal Aircraft Establishment

## 機体性能
- 運航乗員： 2 名
- 乗客： 20 名
- 全長：15.93 m
- 全幅：19.81 m
- 全高：4.27 m
- 翼面積：46.27 m2
- 空虚重量： 5,498 kg
- 全備重量： 8,279 kg
- エンジン： デ・ハビランド ジプシー・クイーン70-4 × 4 発
- 出力： 340 hp × 4
- 最高速度： 259 km/h
- 巡航速度： 222 km/h
- 航続距離： 1,770 km
- 実用上昇高度： 5,030 m

## 関連事項
- ビッカース バイカウント - ブラバゾン委員会での4種類の旅客機のうちの1つ
- ブリストル・ブリタニア - ブラバゾン委員会での4種類の旅客機のうちの一つ
- デ・ハビランド DH.106 コメット - ブラバゾン委員会での4種類の旅客機のうちの1つ